# Glenn Heights
Glenn Heights é uma cidade localizada no estado norte-americano do Texas, no Condado de Dallas e Condado de Ellis.

## Demografia
Segundo o censo norte-americano de 2000, a sua população era de 7224 habitantes.
Em 2006, foi estimada uma população de 10.244, um aumento de 3020 (41.8%).

## Geografia
De acordo com o United States Census Bureau tem uma área de 18,2 km², dos quais 18,2 km² cobertos por terra e 0,0 km² cobertos por água.

## Localidades na vizinhança
O diagrama seguinte representa as localidades num raio de 12 km ao redor de Glenn Heights.